# Parigi-Bourges 2005
La Parigi-Bourges 2005, cinquantacinquesima edizione della corsa e valevole come prova del circuito UCI Europe Tour 2005 categoria 1.1, si svolse il 6 ottobre 2005 su un percorso di 196,5 km. Fu vinta dal danese Lars Bak che giunse al traguardo con il tempo di 4h31'35", alla media di 43,412 km/h.
Presero il via 125 ciclisti, 84 di essi tagliarono il traguardo.

## Ordine d'arrivo (Top 10)
| Pos. | Corridore         | Squadra         | Tempo    |
| ---- | ----------------- | --------------- | -------- |
| 1    | Lars Bak          | Team CSC        | 4h31'35" |
| 2    | Benoît Vaugrenard | F. des Jeux     | a 10"    |
| 3    | Grégory Rast      | Phonak          | s.t.     |
| 4    | Matti Breschel    | Team CSC        | s.t.     |
| 5    | Staf Scheirlinckx | Cofidis         | a 20"    |
| 6    | Aurélien Clerc    | Phonak          | s.t.     |
| 7    | Jaan Kirsipuu     | Crédit Agricole | s.t.     |
| 8    | Romain Feillu     | Naturino        | s.t.     |
| 9    | Lars Michaelsen   | Team CSC        | s.t.     |
| 10   | Lilian Jégou      | F. des Jeux     | s.t.     |